# 14型フリゲート
14型フリゲート（14がたフリゲート、英語: Type 14 frigate）は、イギリス海軍のフリゲートの艦級。「ブラックウッド」をネームシップとしてブラックウッド級（Blackwood-class）とも称される。
並行して計画が進められていた12型（ホイットビィ級）を補完する廉価で量産向きの2等艦として1951年・1952年度で12隻が建造された。また1954年にはインド海軍も3隻を発注した。

## 来歴
イギリス海軍は大西洋の戦いで莫大な出血を強いられたものの、1945年までに、浮上ないし露頂した潜水艦は、もはや重大な脅威ではなくなっていた。しかし1943年ごろより、ドイツ海軍が新世代の水中高速潜の建造を進めているという情報がもたらされはじめていた。UボートXXI型は潜航状態で15～18ノットという高速を発揮でき、ヴァルター機関搭載艦であれば26ノットの発揮すら可能であった。これに対し、「大戦中のイギリスで最も成功した護衛艦」と評されるブラックスワン級スループですら最大速力20ノット弱であり、このような水中高速潜に対しては対処困難と考えられた。このことから、1943年中盤より新型フリゲートの検討が開始されており、これは後に12型（ホイットビィ級）として結実することになる。
一方、1940年代後半にかけて、ベルリン封鎖などを通じて冷戦構造が顕在化しつつあり、ソ連に対する備えの必要性が叫ばれていたが、ソ連海軍はズールー型やウィスキー型など、UボートXXI型に範をとった水中高速潜の配備を進めていたことから、新型対潜艦には高い優先度が与えられた。しかし1949年の時点で、有事にはフリゲート182隻（対潜艦107隻、防空艦59隻、ピケット艦16隻）という膨大な戦力が必要になると見積もられていた一方、この新しい高速フリゲートは、大出力蒸気タービン主機の開発が遅延したうえに、かなりの高コスト艦になることが予期されており、すべてをこの艦で充足することは困難であった。
このことから、まず1947年より、戦時急造型駆逐艦を元に高速対潜フリゲートに改修する15型・16型の計画が着手された。続いて1949年、小型・廉価な2等艦によって補完する計画が着手された。概略設計は1949年10月26日に認可され、若干の手直しを経て、1951年5月、建造計画は海軍本部委員会に提出された。これによって建造されたのが本型である。

## 設計

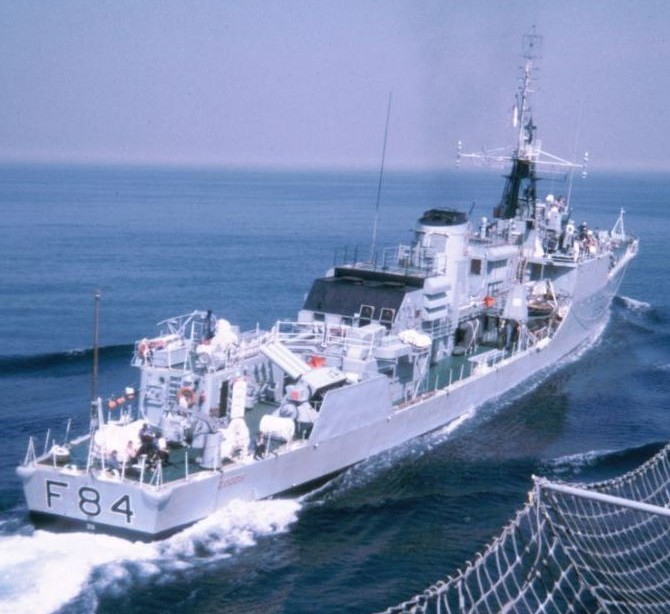
「エクスマス」、主機関換装後の1972年に撮影

船型は船首楼型を採用した。凌波性向上の為、艦首部にはブルワークが付され、また前部船体は痩せ型となっている。このような設計により、後にはアイスランド近海での活動を想定した船体強化が必要となったものの、耐航性は高く評価され、水産保護戦隊で好評を博することとなった。艦橋構造物は15型と同様の低い閉鎖式の設計になる予定だったが、実際には船首楼上の全幅に及ぶ甲板室と、その上に載せられた小さな艦橋となった。また戦闘指揮所（Operation Room）は艦橋直下に設けられた。
主機としては、12型（ホイットビィ級）で採用されたY.100型ギアード・タービン機関を片軸分搭載し、1軸推進艦とされた。推進器も12型と同様の大径・低回転数プロペラを採用している（12フィート (3.7 m)径、220 rpm）。ボイラーはバブコック・アンド・ウィルコックス（B&W）社製水管ボイラー、蒸気性状は、圧力550 lbf/in2 (39 kgf/cm2)、温度850 °F (454 °C)であった。なお、本来ならY.100型機関1セットではボイラーも1缶となるはずだが、これでは冗長性が不足であると見做されたことから、2缶の搭載となった。
その後、1966年から1968年にかけて、「エクスマス」は試験的に、主機をガスタービンエンジンに換装し、これにより同艦はイギリス海軍初の全ガスタービン推進戦闘艦となった。この際には、巡航用のブリストル プロテュース10M（3,500 shp）2基と高速航行用のブリストル オリンパスTM1（23,200 shp）1基のCOGOG構成が採用された。ただし高速航行に適合した船体設計になっていなかったため、最大速力は28ノット止まりであった。

## 装備
対潜兵器は12型（ホイットビィ級）に準じた構成が予定されており、対潜迫撃砲は同型と同じリンボーMk.10 2基、また長射程のMk.20「ビダー」対潜誘導魚雷のための魚雷発射管も、同型より多少減じたものの旋回式の連装発射管2基を搭載予定であった。しかし1953年にビダーの開発は頓挫したことから、魚雷発射管の搭載は「ブラックウッド」「エクスマス」「マルコム」「パリサー」のみとなり、これらも1960年代初頭に撤去された。ソナーも12型（ホイットビィ級）と同構成で、中距離捜索用として174型、海底捜索用として162型、攻撃用として162型が搭載された。
一方、砲熕兵器は極めて簡素なものとなった。当時、イギリス海軍は盲目射撃可能な中口径艦砲は1等艦にこそ相応しいものと見做しており、2等艦たる本級には搭載されなかった。近距離用の対空兵器としては、56口径40mm連装機銃Mk.5とSTD機銃用方位盤（Simple Tachymetric Director）が予定されていたが、後にはこれすら削減され、56口径40mm単装機銃Mk.9のみ3基の搭載となった。
このように水測装備・対潜兵器は充実していた一方で他の装備が簡素なものであったため、本級の乗員たちは対潜戦の訓練に注力することができ、対潜戦演習では大型で強力なフリゲートよりも好成績を叩き出すのが常であった。一方で、艦型が小さいために新装備の追加搭載が難しく、拡張性に乏しいという問題もあった。

## 同型艦

### 一覧表
| 運用者       | 艦名                         | 艦番号 | 艦名の由来となった人物                    | 起工            | 進水            | 就役                        | 退役               |
| ------------ | ---------------------------- | ------ | ----------------------------------------- | --------------- | --------------- | --------------------------- | ------------------ |
| イギリス海軍 | ブラックウッド HMS Blackwood | F78    | ヘンリー・ブラックウッド                  | 1953年 12月14日 | 1955年 10月4日  | 1957年 8月22日              | 1976年             |
| イギリス海軍 | ダンカン HMS Duncan          | F80    | アダム・ダンカン                          | 1953年 12月17日 | 1957年 5月30日  | 1958年 10月21日             | 1985年             |
| イギリス海軍 | ダンダス HMS Dundas          | F48    | ジェームズ・ダンダス                      | 1952年 10月17日 | 1953年 9月25日  | 1956年 3月16日              | 1983年             |
| イギリス海軍 | エクスマス HMS Exmouth       | F84    | エドワード・ペリュー （エクスマス子爵）   | 1954年 3月24日  | 1955年 11月16日 | 1957年 12月20日             | 1979年             |
| イギリス海軍 | グラフトン HMS Grafton       | F51    | ヘンリー・フィッツロイ （グラフトン公爵） | 1953年 2月25日  | 1954年 2月13日  | 1957年 1月8日               | 1971年             |
| イギリス海軍 | ハーディ HMS Hardy           | F54    | トマス・ハーディ                          | 1953年 2月4日   | 1953年 11月25日 | 1955年 12月15日             | 1971年             |
| イギリス海軍 | ケッペル HMS Keppel          | F85    | オーガスタス・ケッペル                    | 1953年 3月27日  | 1954年 8月31日  | 1956年 7月6日               | 1979年             |
| イギリス海軍 | マルコム HMS Malcolm         | F88    | パルティニー・マルコム                    | 1954年 2月1日   | 1955年 10月18日 | 1957年 12月12日             | 1978年             |
| イギリス海軍 | マレイ HMS Murray            | F91    | ジョージ・マレイ                          | 1953年 11月30日 | 1955年 2月22日  | 1956年 6月5日               | 1970年             |
| イギリス海軍 | パリサー HMS Palliser        | F94    | ヒュー・パリサー                          | 1955年 3月15日  | 1956年 5月10日  | 1957年 12月13日             | 1983年             |
| イギリス海軍 | ペリュー HMS Pellew          | F62    | イズラエル・ペリュー                      | 1953年 11月5日  | 1954年 9月29日  | 1956年 7月26日              | 1971年             |
| イギリス海軍 | ラッセル HMS Russell         | F97    | トマス・マクナマラ・ラッセル              | 1953年 11月11日 | 1954年 12月10日 | 1957年 2月7日               | 1985年             |
| インド海軍   | ククリ INS Khukri            | F149   |                                           | 1955年 12月29日 | 1956年 11月20日 | 1958年 7月16日              | 1971年12月8日 戦没 |
| インド海軍   | キルパン INS Kirpan          | F144   | 1956年 11月5日                            | 1958年 8月19日  | 1959年 7月      | 1978年 コーストガードへ移管 |                    |
| インド海軍   | クタール INS Kuthar          | F146   | 1957年 12月19日                           | 1954年 12月10日 | 1959年 11月     | 1978年 コーストガードへ移管 |                    |

### 運用史
朝鮮戦争直後、第三次世界大戦の危険が急迫していると判断されたことから、本級は「第三次世界大戦型コルベット」と称されて、建造が急がれた。しかし実際には第三次世界大戦の危険は遠のいたため、1954年・1955年度計画で予定されていた建造分は削除された。1950年代後半に海軍戦略が転換され、来るべき第三次世界大戦での船団護衛よりも第三世界での限定戦争が重視されるようになると、本級のような対潜戦単能艦は適さないものと看做されるようになった。しかし一方で、上記のように耐航性に優れ、小型で小回りが利くため、皮肉にもタラ戦争では重宝されることとなった。
イギリス海軍では1970年より21型フリゲートによって更新されて退役を開始し、1985年までに運用を終了した。インド海軍においても、1978年までに沿岸警備隊に移管されて退役した。なお、インド海軍の運用していた3隻のうち、「ククリ」は、第三次印パ戦争の1971年12月8日、パキスタン海軍のダフネ級潜水艦「ハンゴル」によって撃沈されており、1945年以降世界初の戦没艦となった。